# Championnat du Brésil de Formule 3
 (août 2019).
Si vous disposez d'ouvrages ou d'articles de référence ou si vous connaissez des sites web de qualité traitant du thème abordé ici, merci de compléter l'article en donnant les références utiles à sa vérifiabilité et en les liant à la section « Notes et références ».
Le championnat du Brésil de Formule 3 ou Fórmula 3 Brasil était une compétition de course brésilienne de Formule 3, organisée par le Vicar et la CBA. Il s'agit d'une formule d'alimentation de niveau junior qui utilise de petits châssis monoplaces de Formule 3.  La série a été disputée de 1989 à 1995 et a été relancée en 2013, la série remplaçant la Formule 3 sudaméricaine en 2014. Elle a été arrêtée en 2017.

## Palmarès
| Saisons | Vainqueur            | Écurie                 | Voiture             |
| ------- | -------------------- | ---------------------- | ------------------- |
| 1989    | Christian Fittipaldi | Fittipaldi Competicion | Reynard-Alfa Romeo  |
| 1990    | Oswaldo Negri        | Daccar                 | Ralt-Volkswagen     |
| 1991    | Marcos Gueiros       | Césario Fórmula        | Ralt-Mugen Honda    |
| 1992    | Marcos Gueiros       | Césario Fórmula        | Ralt-Mugen Honda    |
| 1993    | Fernando Croceri     | Césario Fórmula        | Ralt-Mugen Honda    |
| 1994    | Cristiano da Matta   | Césario Fórmula        | Dallara-Mugen Honda |
| 1995    | Ricardo Zonta        | Césario Fórmula        | Dallara-Mugen Honda |
| 2014    | Pedro Piquet         | Césario F3             | Dallara–Berta       |
| 2015    | Pedro Piquet         | Césario F3             | Dallara–Berta       |
| 2016    | Matheus Iorio        | Césario F3             | Dallara–Berta       |
| 2017    | Guilherme Samaia     | Césario F3             | Dallara–Berta       |